# Noël de Mille
Noël de Mille   (Ciutat de Quebec, 29 de novembre de 1909 - Debenham, 6 de març de 1995) va ser un remer canadenc que va competir durant la dècada de 1930.
El 1932 va prendre part en els Jocs Olímpics d'Estiu de Los Angeles, on guanyà la medalla de bronze en la competició de doble scull del programa de rem. Formà parella amb Charles Edward Pratt.
Posteriorment es va traslladar a Anglaterra i quan va esclatar la Segona Guerra Mundial es va unir a la Royal Air Force, servint com a oficial de vol. Després de la guerra es va casar i es va establir a Glasgow, on va tenir una exitosa carrera empresarial en la fabricació d'articles per a la llar.